# Koto (instrument)

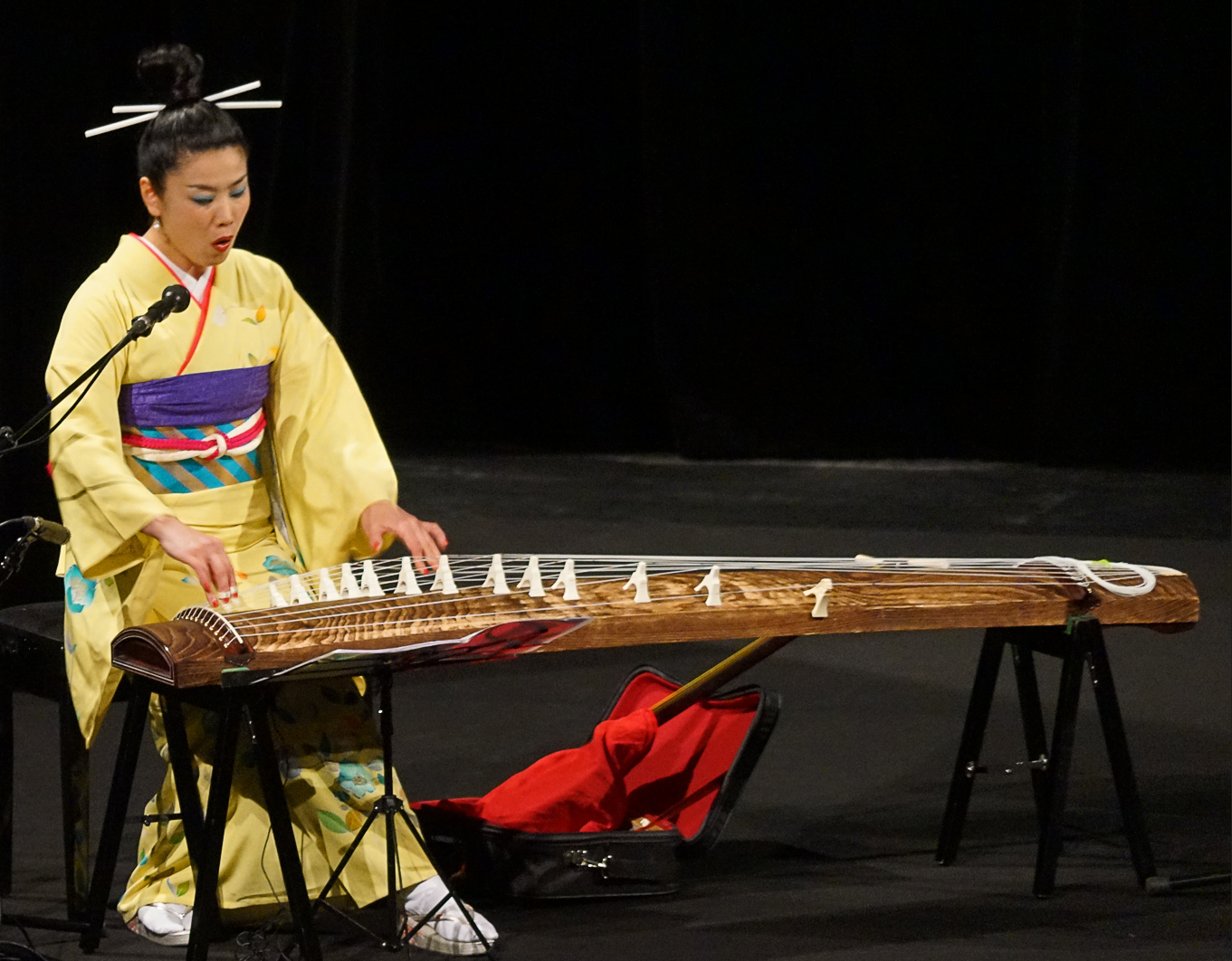
Masayo Ishigure spelar på koto.

Koto är ett traditionellt japanskt stränginstrument som kom till Japan från Kina under eller strax före 700-talet. Från det kinesiska instrumentet guzheng.